# Kearney (Nebraska)
Kearney je grad u američkoj saveznoj državi Nebraska. Prema popisu stanovništva iz 2010. u njemu je živjelo 30,787 stanovnika.